# Handeni
Handeni é um dos oito distritos da região de Tanga na Tanzânia.